# Васильевская (Кировская область)
 Васильевская  — деревня в Афанасьевском районе Кировской области в составе Ичетовкинского сельского поселения.

## География
Расположена на расстоянии примерно 5 км на запад-юго-запад от райцентра поселка  Афанасьево.

## История
Известна с 1891 года как починок Василья Иванова, в 1905 дворов 7 и жителей 62. В 1926 (починок Васильевский) 14 и 96(63 «пермяки»), в 1950 24 и 98, в 1989 оставалось 54 человека. Современное название утвердилось с 1978 года.  

## Население
Постоянное население составляло 47 человек (русские 98%) в 2002 году, 43 в 2010.